# جایزه رز مری کراشی
جایزه رز مری کراشی (انگلیسی: Rose Mary Crawshay Prize)
سرمایه این جایزه بنا بر وصیت رز مری کراشی در سال ۱۸۸۸ تأمین شد. هر سال از طرف متولیان صندوق جایزه ای به مبلغ ۱۰۰ لیره به قضاوت شورای آکادمی بریتانیا به زنی از هر ملیت اعطا می‌شود که در طی سه سال پیش از تاریخ جایزه اثری تاریخی یا انتقادی دربارهٔ موضوعی مربوط به ادبیات انگلستان نوشته یا انتشار داده باشد. اگر کتابی دربارهٔ آثار یکی از شاعران: بایرون، شلی و کیتز، نوشته شده باشد مقدم محسوب می‌شود. در نخستین سال‌های بعد از بنیاد جایزه فقط به کتاب‌های مربوط به بررسی و نقد آثار بایرون، شلی یا کیتز جایزه داده می‌شد.
برخی از برندگان جایزه
- ۱۹۱۶ - شارلوت کارمایکل استاپز برای کتاب «محیط شکسپیر» و آثار دیگری که دربارهٔ ادبیات شکسپیری نوشت
- ۱۹۳۱ - جولیا پاور برای کتاب «شلی در آمریکا در قرن نوزدهم»
- ۱۹۴۰ - مری لاسلس برای کتاب «جین اوستین»
- ۱۹۴۶ - کارولین اسپورجن برای کتاب «صنایع بدیعی شکسپیر»
- ۱۹۴۹ - روزاموند تو برای کتاب «صنایع بدیعی مابعدالطبیعی و خاص دورهٔ الیزابت»
- ۱۹۵۴ - آلیس واکر
- ۱۹۶۳ - جوآن بنت
- ۱۹۶۹ - الثی هیتر
- ۱۹۸۲ - مری لاسلس
- ۱۹۷۵ - پنلوپه فیتزجرالد